# 요시다촌 (시마네현)
요시다촌(吉田村)은 시마네현 내륙부에 있던 촌이며 이시군에 속했다. 2004년 11월 1일에 이시군 미토야정, 가케야정, 오하라군, 가모정 다이토정, 기스키정과 합병해 운난시가 되었다.

## 역사
- 1889년 4월 1일 - 정촌제 시행과 함께 합병전의 촌역인 요시다촌이 성립하였다.
- 2004년 11월 1일 - 이시군 미토야정, 가케야정, 오하라군, 가모정 다이토정, 기스키정과 합병해 운난시가 성립하였다. 동일 요시다촌은 폐지되었다.